# Kamenný most (Moravská Třebová)
Renesanční kamenný most svatého Jana v Moravské Třebové v okrese Svitavy vede přes říčku Třebůvku pod moravskotřebovským zámkem na Jevíčské ulici. Most je součástí naučné stezky Cesta od renesance k baroku.
Na začátku mostu je umístěno sousoší Rozloučení s Pannou Marií, jejichž předpokládaným autorem je třebovský sochař J. Pacák. Sousoší pochází z roku 1722. Mělo být součástí křížové cesty z farního kostela na Křížový vrch.
Na mostě jsou umístěny povodňové pamětní desky. Celek tvoří zděná stěna rozčleněná na tři stejná pole, zakončená jednotlivě římsou a štítem s tzv. dělovým křížem. Středové pole obsahuje již značně poškozený reliéf Kalvárie s torzem původního nápisu. Starší z desek popisuje katastrofální povodeň z roku 1663, způsobenou silnou průtrží mračen. Tato katastrofa způsobila ztrátu 33 lidských životů.
Mladší deska z roku 1773 hovoří o další povodňové vlně, která opět způsobila velké škody na majetku. Teprve tři roky po této katastrofě byl zbudován samotný kamenný most, který dnes zdobí povodňové kamenné desky. Jsou dokladem proměny lichtenštejnského erbu.
V roce 2002 proběhla kompletní rekonstrukce desek. Roku 2013 byla provedena další rekonstrukce, jejíž nutnost byla způsobena řáděním vandalů.